# Lithophane dilatocula
Lithophane dilatocula là một loài bướm đêm trong họ Noctuidae.